# Oka Takuma
Takuma Oka (sinh ngày 13 tháng 7 năm 1991) là một cầu thủ bóng đá người Nhật Bản.

## Sự nghiệp câu lạc bộ
Takuma Oka đã từng chơi cho Tokushima Vortis.